# Дионисий Кюстендилски
Дионисий (на гръцки: Διονύσιος, Дионисиос) е православен духовник, митрополит на Кюстендилската епархия от 1846 до 1847 г. и от 1859 г. до 1860 г., преспански и охридски митрополит от 1847 до 1858 година и ксантийски и перитеорийски митрополит от 1861 до 1867 година.

## Биография
Дионисий по народност е албанец, грък от островите или конкретно от Андрос с фамилията Бистис (Μπίστης). Получава отлично образование при Теофилос Каирис на остров Андрос.

### Първо владичество в Кюстендил
След избирането на кюстендилския митрополит Артемий за патриарх на Александрия, патриарх Мелетий III Константинополски ръкополага Дионисий за кюстендилски митрополит през септември 1845 година и той пристига в Кюстендил на 10 януари 1846 г. През пролетта на същата година по негова инициатива започва събирането на дарения и строежа на ново училище в двора на църквата „Успение Богородично“.
Междувременно между Цариградската патриаршия и Александрийската патриаршия назрява остър конфликт. Египетските християни отказват да признаят Артемий за патриарх и отправят до главите на всички православни църкви послания в този смисъл. Цариградският синод е принуден да отстъпи и 30 януари 1847 г. Артемий официално се отрича от александрийския патриаршески престол. Скоро след това отново е назначен за митрополит на Кюстендил и остава на този пост до края на живота си, като продължава да управлява епархията си от Цариград посредством свои помощници - първоначално Дионисий (1847-1851), получил охридската катедра, а впоследствие Авксентий (1851-1858).
През 1849 г. е довършена сградата на новото кюстендилско взаимно училище. През 1850 г. По инициатива на Дионисий започва събирането на волни пожертвования за ремонт на църквата „Свети Георги“ в Колуша. Поради злоупотреби със събраните средства и черковните и училищните пари, кюстендилското гражданство избира 12-членна комисия която да разследва делата на Дионисий. В резултат на разкритията на комисията и настъпилите брожения през 1851 г. управлението на епархията е отнето от Дионисий.

### Владичество в Охрид
В Охрид Дионисий заедно с протосингела си Мелетий, представляващ владиката в отсъствието му, се сблъскват с българското гражданство, водено от Константин А. Робев, Димитър Паунчев и Сотир Кецкаров. Дионисий вместо да се грижи за развитието на просветното дело, превръща много училища в църкви - като това в Долната Влашка махала, а църквите ги продава като собствени имоти, както прави със „Свети Йоан Богослов Канео“, която продава на иконом поп Константин и на брат му Андроник за осем хиляди гроша с цел да я затворят. Дионисий заповядва на епитропа Наум Марин да изгори всички старобъргарски – печатни и ръкописни книги в църковната библиотека в Струга.
Към 1850-51 година антивладишката партия започва серия протести и оплаквания от поведението на владиката, които завършват със заточението към края на 1853 година на Димитър К. Паунчев, Сотир Кецкаров и двама ресенци в Света гора, вследствие на един патриаршески такрир. Вследствие на оплакванията на епархиотите му в епархията са изпратени двама екзарси, Дионисий е повикан в Цариград от Патриаршията за обяснение, но се връща в Охрид напълно оправдан около 1855—1856 година. Протосингелът му Мелетий епископ Велички, който междувременно прави интриги срещу Дионисий, е дигнат от Охрид и прехвърлен в Зворник (Босна) като митрополитски наместник в тая епархия. В средата на 1858 година Дионисий е преместен от Охрид обратно в Кюстендилска епархия и заместен от Йоаникий. Според други източници Дионисий оглавява Охридската епархия до 1859 година.

### Второ владичество в Кюстендил
След смъртта на митрополит Артемий на 6 ноември 1858 г., Авксентий очаква да бъде назначен за кюстендилски владика, но вместо това получава назначение за Драчката епархия, Албания.
На митрополитския престол за втори път сяда Дионисий. Той пристига в Кюстендил на 24 декември 1858 г. и веднага изисква от местната църковна община да му бъдат събрани 50000 гроша и сам тръгва из епархията да събира средства – по 25 гроша от къща. През 1859 година със събраните помощи изгражда църквата „Свети Мина“ в западната част на Кюстендил, като около нея постепенно се изграждат и манастирски сгради. За да позволят турците изграждането на манастирската църква, Дионисий използва хитрост – нарежда да заровят в мястото кости по християнски обичай, а впоследствие след разравянето на мнимите християнски гробове убеждава турските първенци, че от старите книги се знаело че на това място имало по-рано християнска църква, за което свидетелствали и разкритите християнски погребения. Тези доказателства убедили турците и те разрешават направата на храма.
Поради алчността на владиката при събиране на църковните такси, сред населението отново започват брожения. На 26 юни 1859 г. кюстендилските граждани отправят до своя владика писмена просба, съдържаща множество искания и обвиненията. На 15 май 1860 г. кюстендилци изпращат писмо до българските представители в Цариград в което пишат че искат за владика
| „ | ...едноезичния и нам познат Авксентия, а не щеме Дионисия, Кайровия чирак... понеже башка от пиянството що не изтрезнява никога, той не познава християнете за свои чеда, но евреето и цигането има за най-верни и любезни... | “ |

Подобна молба е отправена и до великия везир в Ниш, в която кюстендилци се оплакали от грабителствата на владиката, като дали множество примери. Назначената от великия везир комисия извършва проверка и Дионисий е осъден да възстанови на църковните общини в Кратово и Щип по 600 турски лири неправомерно надвзети пари. Впоследствие, по заповед на везира от 3 декември 1860 г., Дионисий, заедно с викарния си епископ в Щип Панарет Стовийски, е изгонен от епархията. На 26 януари 1861 година пристига в Цариград като подсъдим.

### Владичество в Ксанти
На 23 или 25 февруари 1861 година е назначен за ксантийски и перитеорийски митрополит. В Ксанти остава до 13 октомври 1866 година или 1867 година, когато подава оставка и се оттегля на Света гора. Наследява го Иларион Левкийски.
В 1870 година издава в Солун „Описателна история на Света гора“.
От 1875 година до 1882 година оглавява временно вдовстващата Сироска епархия.
Оттегля се на Андрос, където умира през февруари 1885 година. Според други данни умира на Тинос на 2 март 1885 година.